# Klaudia Cieślik
Klaudia Cieślik (ur. 18 sierpnia 1997) – polska judoczka.
Zawodniczka UKS Judo Wolbrom (od 2010). Srebrna medalistka zawodów pucharu Europy seniorek (Bratysława 2018). Dwukrotna medalistka mistrzostw Polski seniorek w kategorii do 52 kg: srebrna w 2017 i brązowa w 2018. Ponadto m.in. mistrzyni Polski juniorek 2016.